# Grue couronnée
Balearica pavonina
Espèce
Statut de conservation UICN

 VU A4bcd : Vulnérable
Statut CITES
La Grue couronnée (Balearica pavonina) est une espèce d'oiseaux de la famille des grues.
Cette espèce vit dans la savane aride de l'Afrique au sud du Sahara, pourtant elle nidifie dans des zones plus humides. Il existe deux sous-espèces : B. p. pavonina à l'ouest, et la plus nombreuses B. p. ceciliae à l'est de l'Afrique.

## Morphologie
La grue couronnée mesure environ un mètre de haut pour un poids de trois-quatre kg et une envergure de deux m. Le plumage est principalement gris avec des ailes blanches dont quelques plumes sont plus colorées.
Le cou est noirâtre (d'où le nom anglais de l'oiseau Black crowned crane) avec un petit sac gulaire, la joue est blanche en haut et rose en bas.
On la différencie de la grue royale (en anglais Grey crowned crane) dont le cou est gris avec un sac gulaire beaucoup plus important, et une joue blanche surmontée d'une tache rouge.

## Reproduction
Parade nuptiale : cet oiseau chante en sautant dans les airs pour convaincre sa partenaire.
La Grue couronnée et la Grue royale, proche parente, sont les seules grues à pouvoir nicher dans un arbre, grâce à un orteil situé à l'arrière des pattes. Ce comportement est l'une des raisons pour lesquelles on pense que les relativement petites grues du genre Balearica ressemblent aux espèces ancestrales de Gruidae.
Malgré tout, son nid est généralement constitué de roseaux des marécages où elle vit. Ce nid contient la plupart du temps deux œufs.

## Alimentation
Comme toutes les grues, la Grue couronnée se nourrit d'insectes, de reptiles, et de petits mammifères, mais aussi de vers de terre et de plantes.

## Divers
Elle vit jusqu'à quarante ans.
Cette espèce est menacée, particulièrement à l'ouest, où son habitat est détruit ou dégradé.
Dans la tradition initiatique des Bambaras, la grue couronnée est à l'origine de la parole et les hommes ont appris à parler en l'imitant. Les Africains pensent que cet oiseau est conscient de ses dons, qu'il a la connaissance de lui-même, et de ce fait il serait à l'origine de la parole de Dieu et de la connaissance que l'homme a de Dieu.

## Galerie

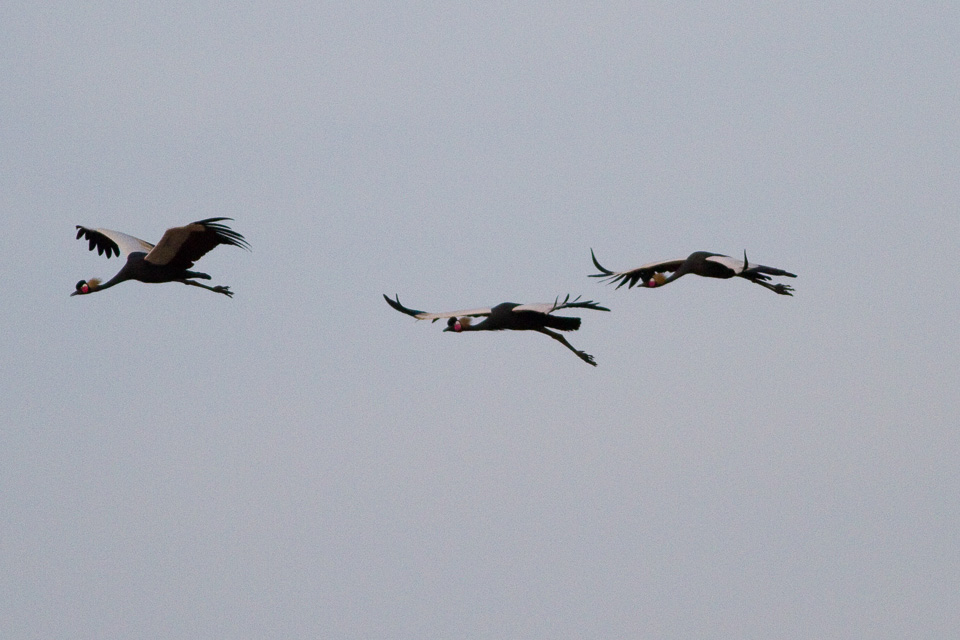
Vol de grues couronnées au parc national de Waza, Cameroun.
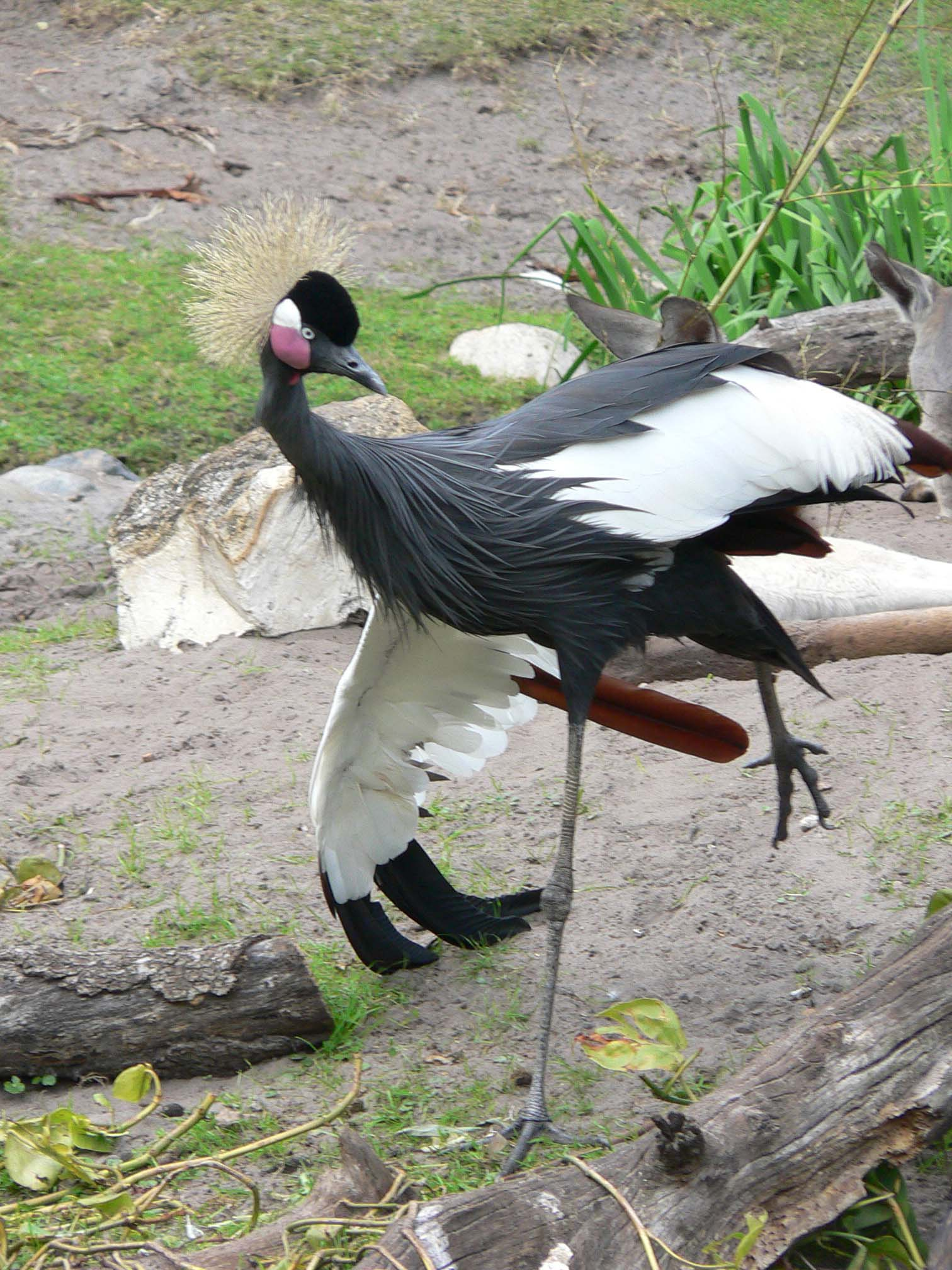
Grue couronnée au Disney's Animal Kingdom, Floride.
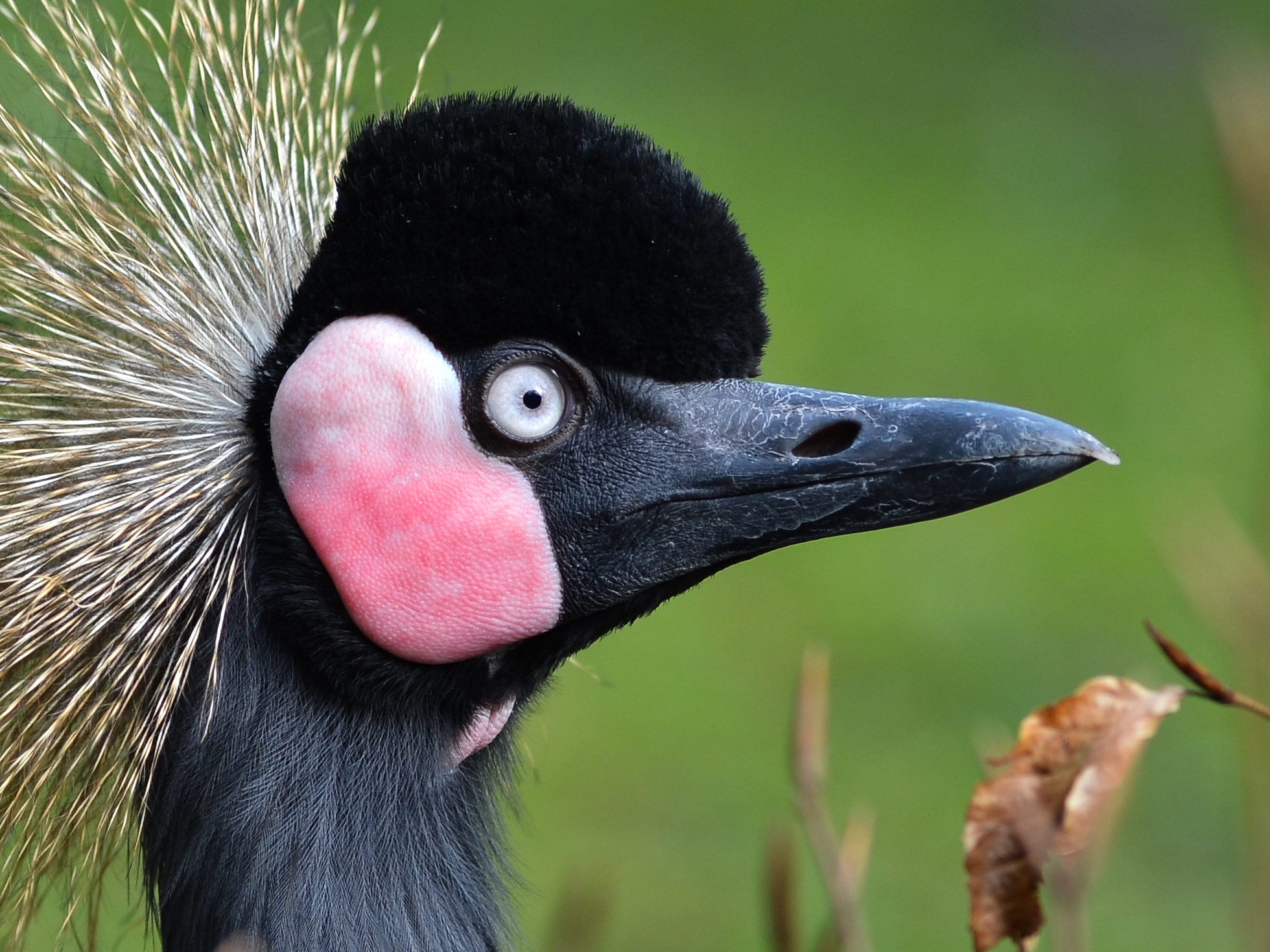
Tête de grue couronnée au parc ornithologique de Walsrode, Allemagne.
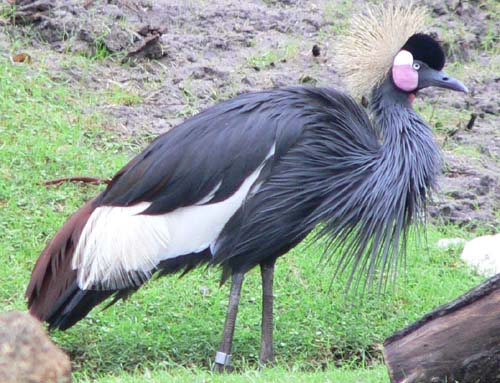
Grue couronnée.
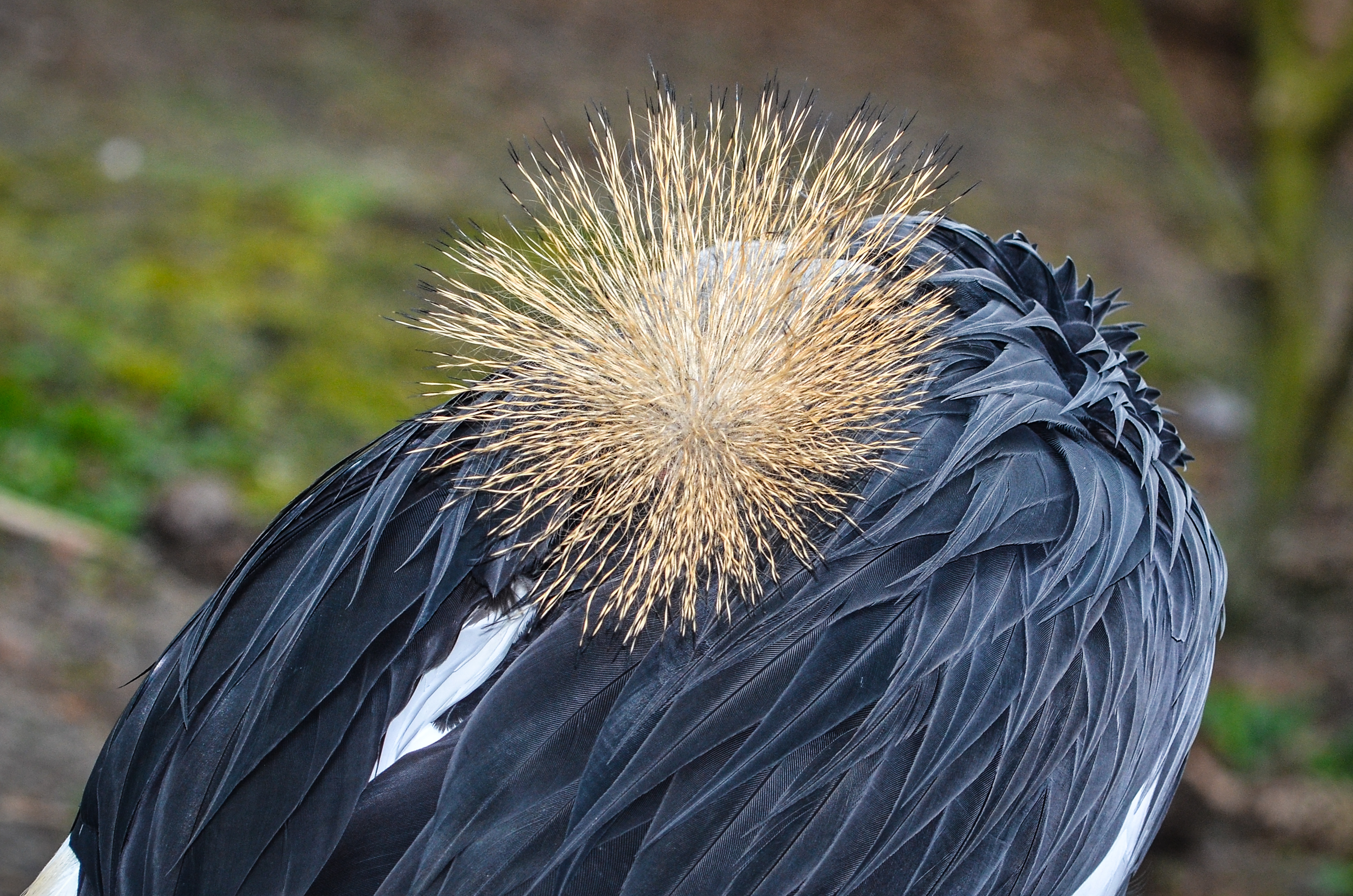
Couronne et plumage de grue couronnée.
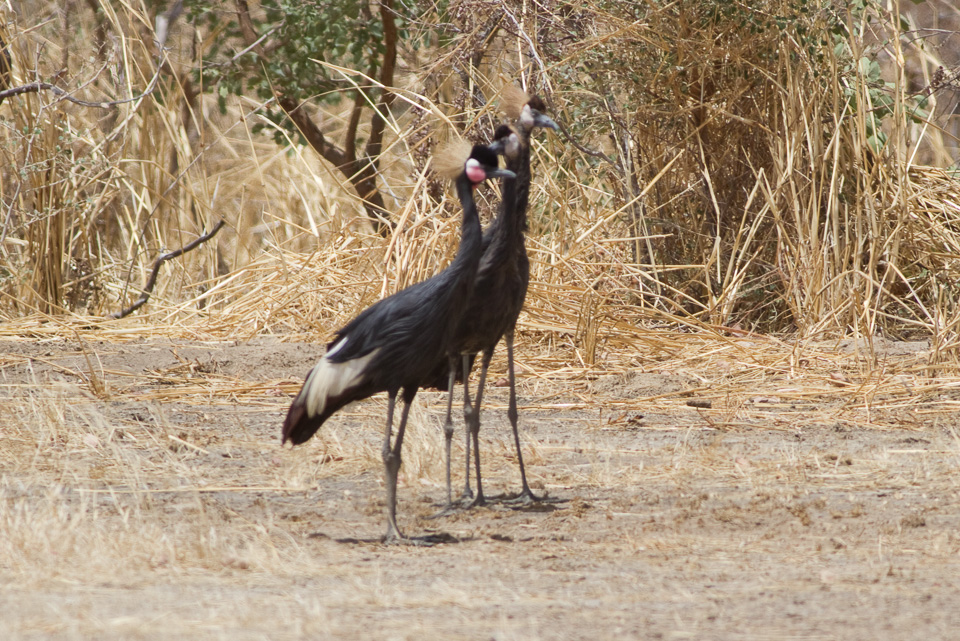
Deux grues couronnées au parc national de Waza, Cameroun.
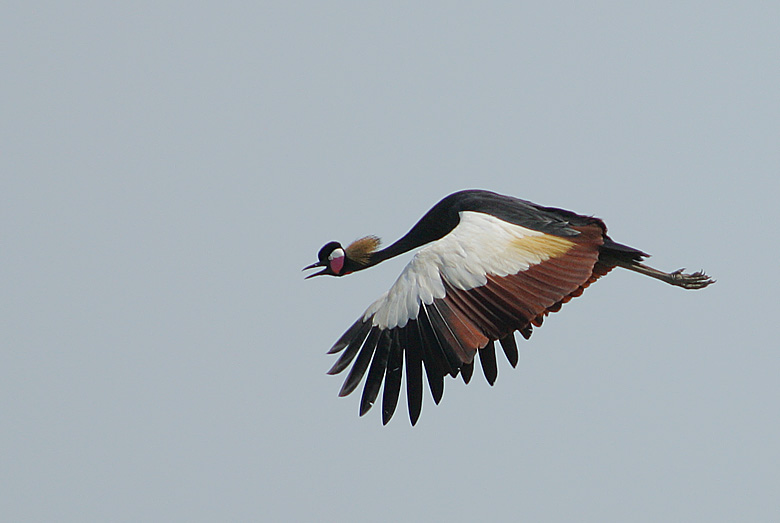
Grue couronnée en vol au Pirang Forest Park, Gambie.
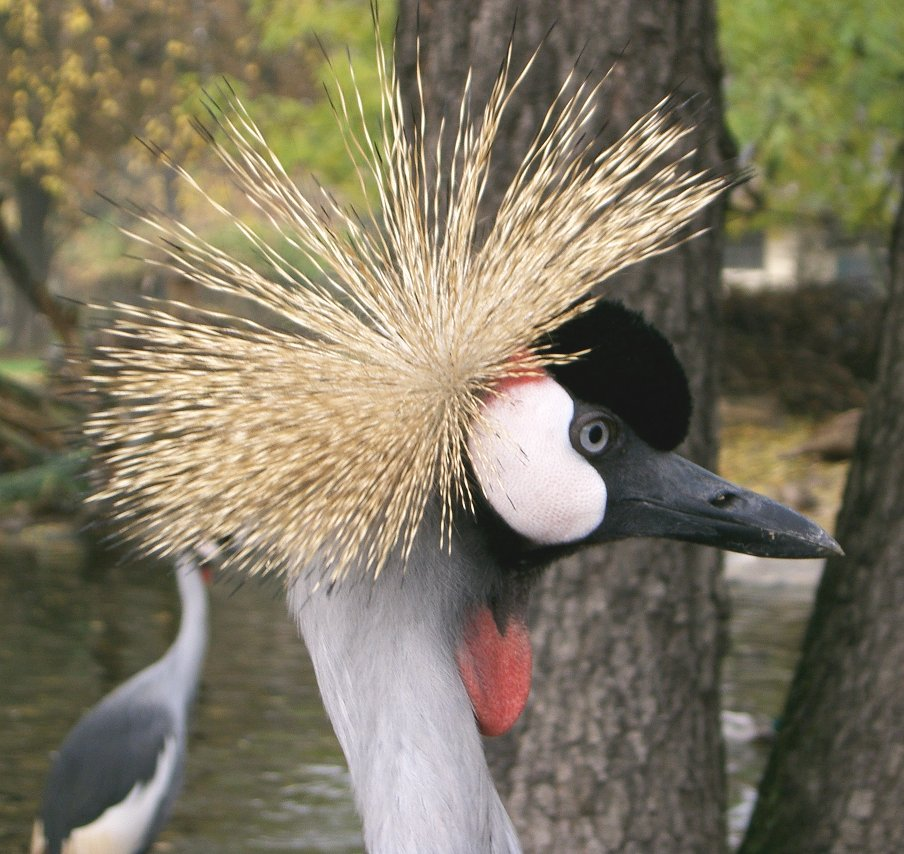
Grue couronnée d'Afrique du Sud au zoo de Dresde, Allemagne.

## Vidéo
Voici quelques vidéos de grues couronnées au Disney's Animal Kingdom en Floride.
| (vidéo)                                               | \| Balearica pavonina 1 (info) \| \| Balearica pavonina 2 (info) \| \| Balearica pavonina 3 (info) \| \| Balearica pavonina 4 (info) \| \| Des difficultés à voir ces vidéos ? Consultez l'aide. \| |
| Balearica pavonina 1 (info)                           | |
| Balearica pavonina 2 (info)                           | |
| Balearica pavonina 3 (info)                           | |
| Balearica pavonina 4 (info)                           | |
| Des difficultés à voir ces vidéos ? Consultez l'aide. | |